# Euphrasia alpina
Euphrasia alpina là loài thực vật có hoa thuộc họ Cỏ chổi. Loài này được Lam. mô tả khoa học đầu tiên năm 1786.

## Hình ảnh

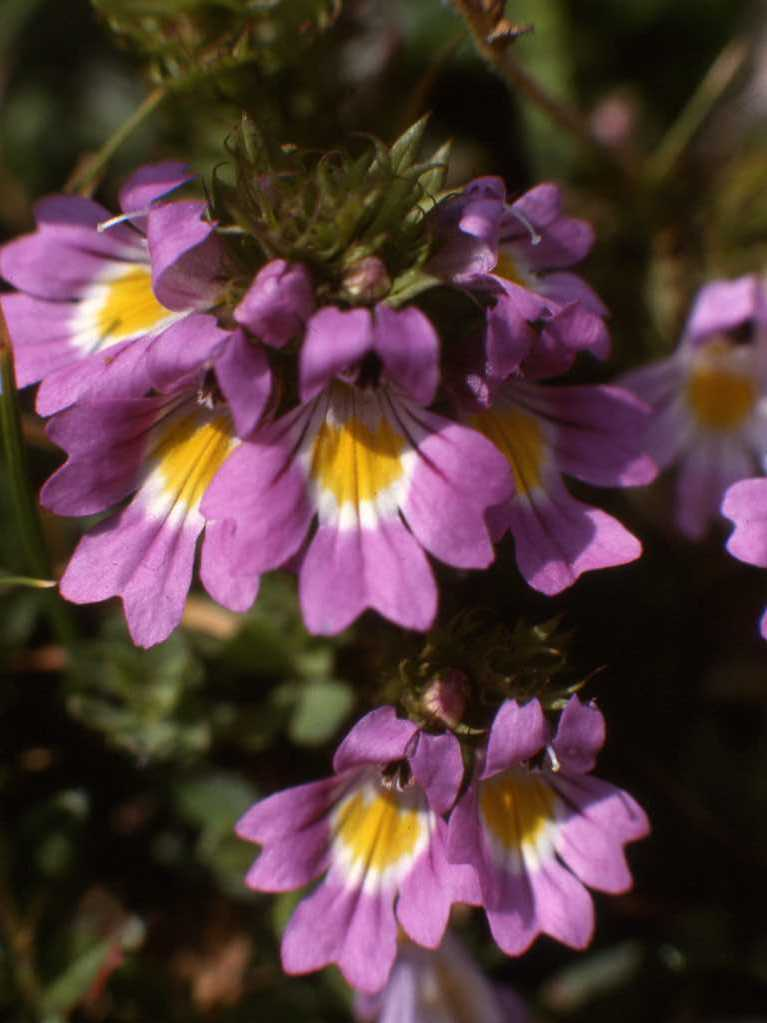
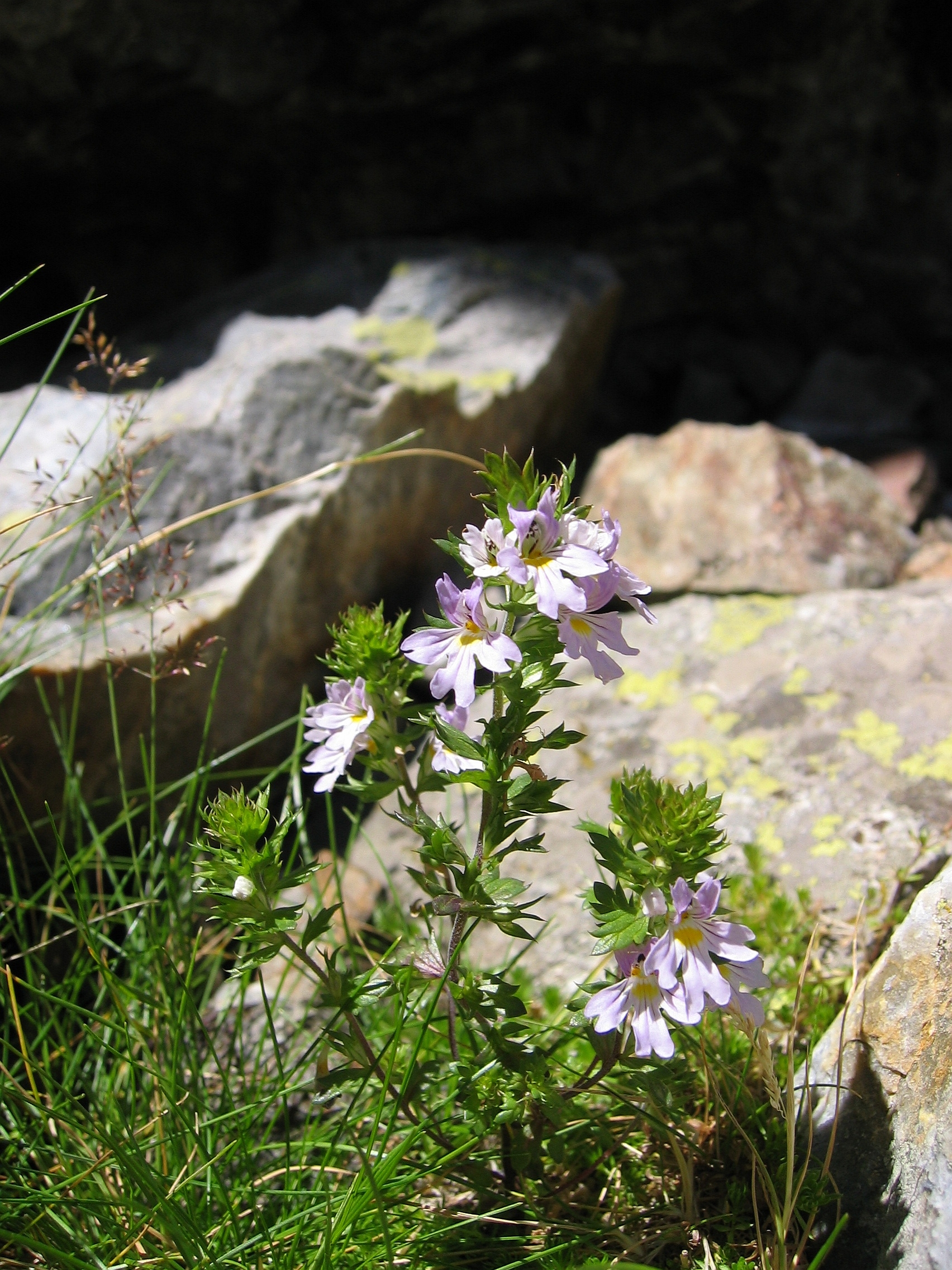
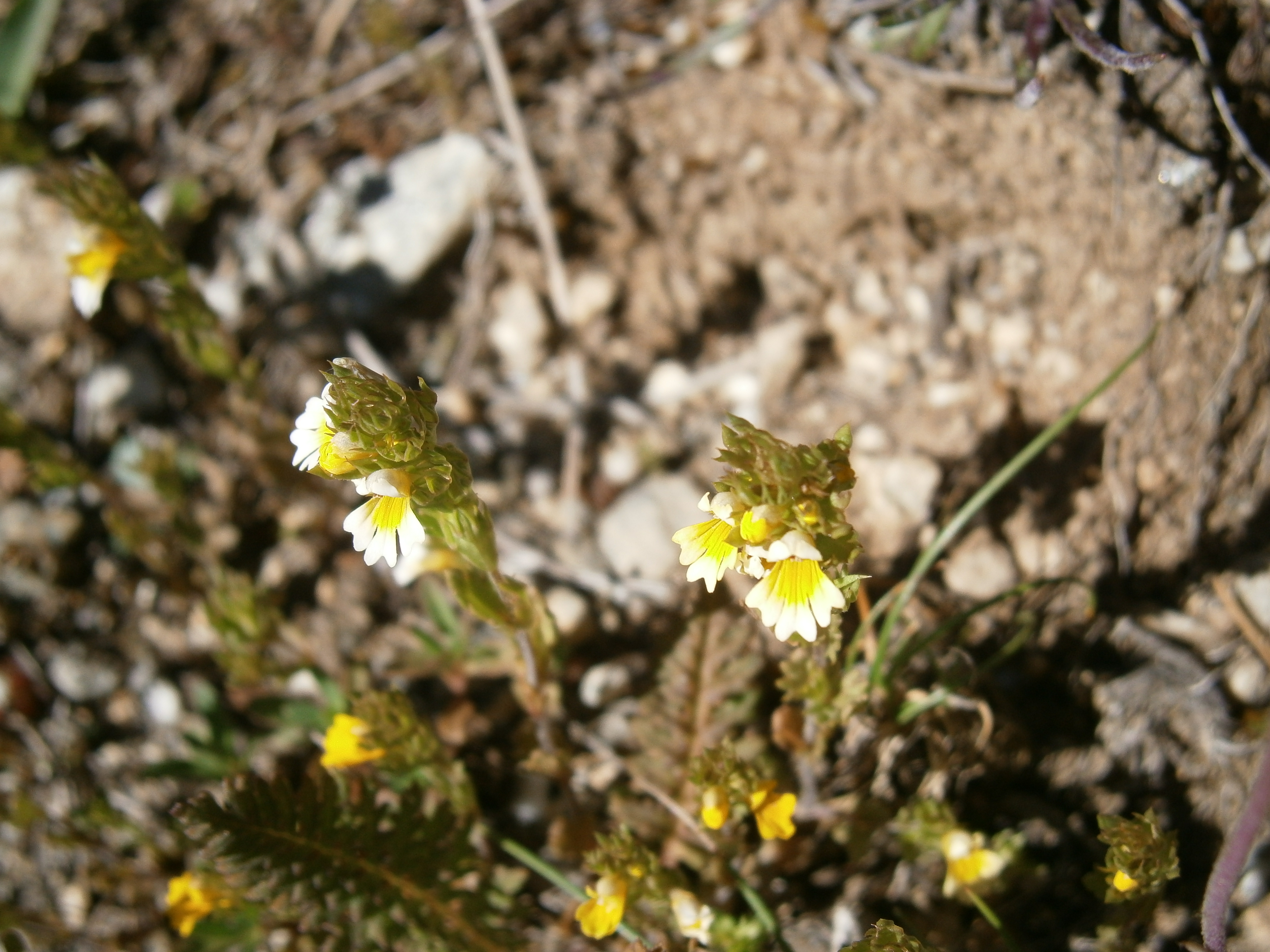
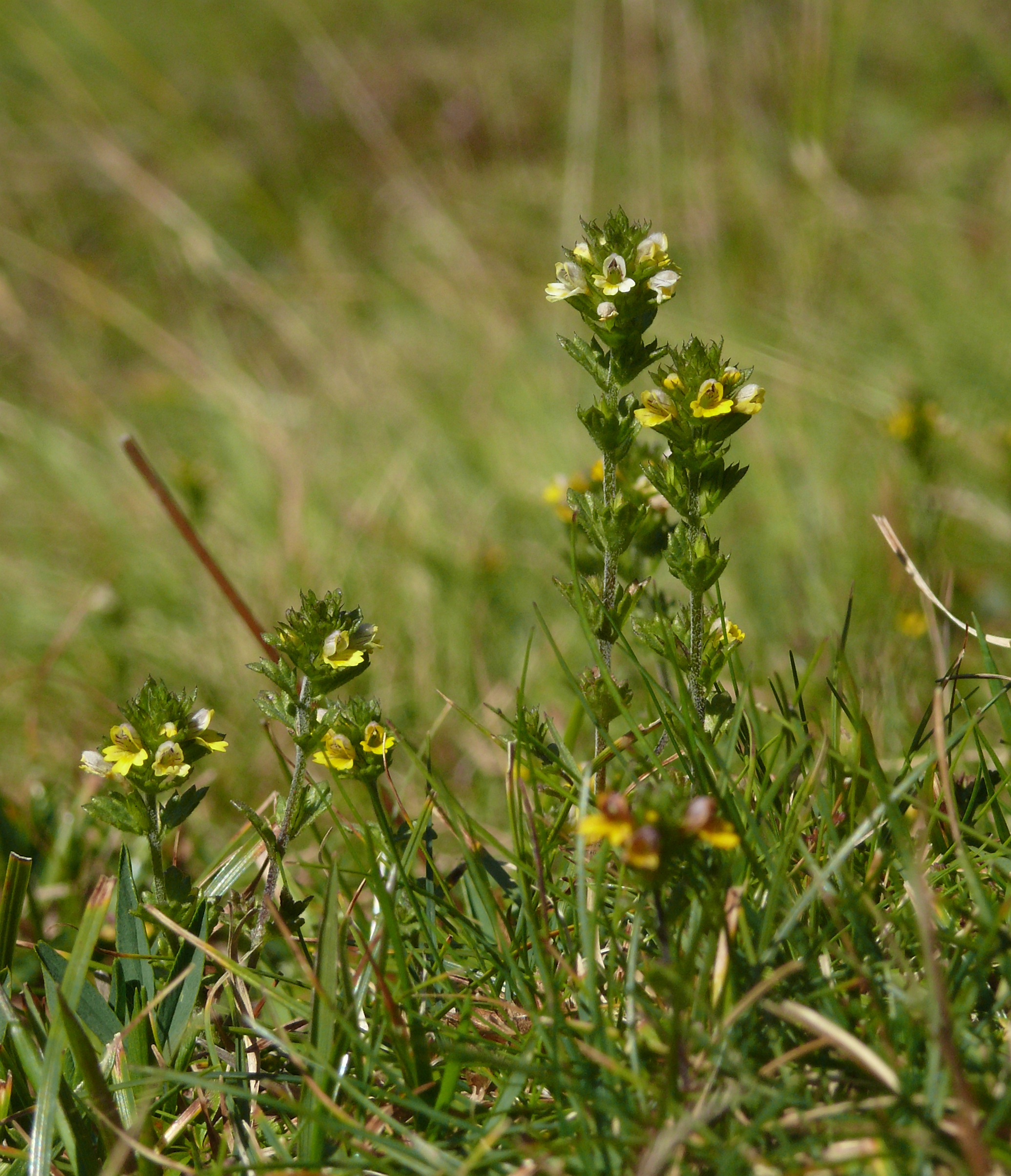